# Archizoom Associati

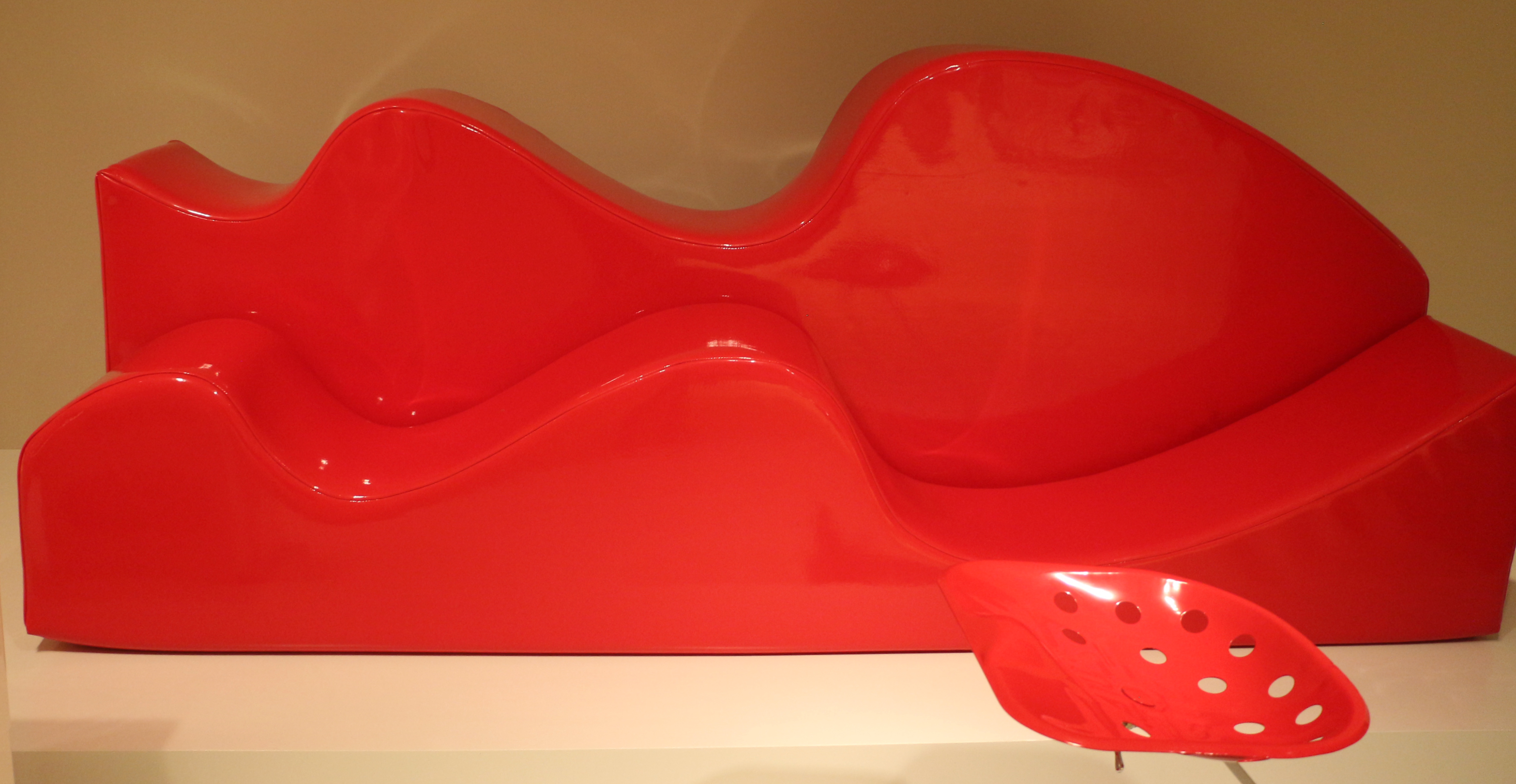
Archizoom per Poltronova, Sofa Superonda, 1967

Archizoom Associati fu un'azienda fondata nel 1966 a Firenze da 4 architetti: Andrea Branzi, Gilberto Corretti, Paolo Deganello e Massimo Morozzi ai quali dal 1968 si aggiunsero i due designer Dario e Lucia Bartolini.
Nel 1966 progettarono la mostra "Superarchitettura" a Pistoia e nel 1967 a Modena e nel 1968 alla Triennale di Milano, diretta da Giancarlo De Carlo, progettarono il "Center of Eclectic Conspiracy". Risale al 1969-1971 il progetto "Non-stop-city".
Tra gli oggetti di design, si ricordano la Poltrona Safari e nel 1969 la Poltrona Superonda, sempre del 1969 è poi la Poltrona Mies (prodotta da Poltronova di Agliana), in aperto contrasto con le teorie allora in voga del funzionalismo.
Il gruppo si sciolse nel 1974.

## Storia e pensiero
Il gruppo era nato a seguito di un corso sullo spazio di coinvolgimento tenuto a Firenze da Leonardo Savioli e Danilo Santi al quale erano intervenuti Ugo La Pietra e Ettore Sottsass, da cui scaturiranno le tesi dell'architettura radicale. Partendo dal presupposto che il mito dell'architettura come "creazione spaziale è dissolto, Archizoom aspira proprio a liberarsi dell'architettura, in Non Stop City (1970-1972) lo spazio continuo e indeterminato del progetto genera una città senza architettura".

## Scritti del gruppo Archizoom
- Gli Archizoom, in Domus, 455, 1967
- Città catena di montaggio del sociale. Ideologia e teoria della metropoli. in Casabella, n. 350-351, 1970
- Firenze università, in Casabella, n. 358, 1971

## Prodotti di design
- Poltrona Mies, 1969